# 高見泰範
高見 泰範（たかみ やすのり、1964年1月6日 - ）は、岐阜県出身の野球選手（捕手）・指導者。バルセロナオリンピック野球日本代表では主将を務めた。

## 経歴
小学校4年生から捕手一筋で野球を続け、羽島北高校では3年生の1981年に春の岐阜大会で優勝。甲子園出場はならなかったが、愛知工業大学に進学。大学では一学年下の西崎幸広とバッテリーを組んだ。愛知大学リーグ戦通算100試合出場、353打数111安打、打率.314、6本塁打、36打点。ベストナイン2回受賞。1985年のドラフト会議で阪急から5位指名されるも、プロ入り志向がなく指名順位も低かったため入団を拒否して社会人野球の東芝に進んだ。
1年目から都市対抗に出場し、2年目にはレギュラーに定着。3年目の第59回大会では16打数9安打の成績でチームの優勝に貢献し、自身も捕手としては52年ぶりとなる橋戸賞を受賞。さらに秋の日本選手権では決勝戦で逆転満塁ホームランを放って優勝し、同年は初めて社会人ベストナインに選出されている。1989年にはアジア選手権やIBAFインターコンチネンタルカップで日本代表に選ばれ、古田敦也とスタメン出場を半分ずつ分け合った。
1992年のバルセロナ五輪では日本代表にチームメイトの杉山賢人らとともに選出され、主将を任された。バルセロナの本大会では捕手として全試合に先発出場し、八番ないし九番の下位打順ながらチーム3位となる打率.370を残している。特に予選リーグおよび3位決定戦での対アメリカ戦では、それぞれ3安打2打点、2安打2打点と気を吐いた。五輪終了後の11月15日には駒澤大との全日本アマ王座決定戦に出場し、3ランホームランを放つ活躍でMVPに選ばれた。
翌1993年からはコーチ兼任となりチームでの出番は減少したが、同年は初めて都市対抗の補強選手に指定され、三菱自動車川崎から出場している。1995年で一度は現役を引退したが、1997年の1年間だけ復帰して選手登録している。1998年から再び東芝のコーチに専念、2001年から2006年までは同チームで監督を務めた。また、第15回アジア大会や第38回IBAFワールドカップでは日本代表のコーチとなっている。
東芝の監督退任後は、全日本アマチュア野球連盟の技術情報部会の特別委員を務めているほか、2008年にはNPO法人のスポーツWelfareぎふを設立して理事長に就任し、スポーツを通じた健康増進などを進めている。

## プレースタイルなど
高校時代には遠投128メートルを記録するなど、強肩には定評があった。東芝の合宿所には数百本のビデオテープを持ち、毎日自宅で深夜まで他チームを研究していたという。

## 主な記録・表彰
- 社会人ベストナイン：3回 （1988、1991、1992年）
- 橋戸賞（第59回都市対抗）

## 関連情報

### 著書
- 『マルチアングル戦術図解 野球の戦い方 正しいセオリーを理解して「投手対打者」を制する』（2020年/ベースボール・マガジン社）ISBN 9784583111599